# Гребля (Чернігівський район)
Гре́бля —  село в Україні, у Чернігівському районі Чернігівської області. Входить до складу Березнянської селищної громади. Населення становить 119 осіб. До 2020 року орган місцевого самоврядування — Миколаївська сільська рада.
Колись (на мапі 1869 р.) носило назву Рубінівка.